# كنيسة القديسة تريزا (أبو ظبي)
كنيسة القديسة تريزا (أبو ظبي) هي كنيسة كاثوليكية تقع في أبو ظبي، عاصمة دولة الإمارات العربية المتحدة. وهي جزء من نيابة جنوب الجزيرة العربية، وهي كنيسة ضمن أبرشية كنيسة القديس يوسف. تمت مباركة مركز أبرشية القديس يوسف الذي أعيد بناؤه حديثًا، والذي يضم كنيسة القديسة تريز، خلال حفل أقيم في 14 ديسمبر 2013. وقد سميت الكنيسة على اسم قديسة تيريز دو ليزيو، والمعروفة أيضًا باسم "الزهرة الصغيرة"، وهي كلمة فرنسية. هي قديسة كاثوليكية ومعلمة الكنيسة الموقَّرة لتواضعها وإخلاصها لله.

## تاريخ
تأسست أول كنيسة كاثوليكية في أبوظبي على طريق الكورنيش في عام 1965، وتأسست أبرشية كنيسة القديس يوسف في عام 1974. ومع نمو المجتمع الكاثوليكي في أبوظبي، كانت هناك حاجة إلى كنيسة أكبر. في عام 2007، اطلق مشروع جديد لبناء كنيسة أكبر وأكثر حداثة، وبدأت عملية إعادة الإعمار في عام 2013. كنيسة القديسة تريز الجديدة عبارة عن هيكل حديث يتميز بالعناصر التقليدية لعمارة الكنيسة الكاثوليكية. تتسع الكنيسة لأكثر من 4000 شخص. أشرف على بناء الكنيسة كاهن الرعية الأب سافاريموثو.
احتفلت الكنيسة بقداس مباركة كنيسة القديسة تريز الجديدة في 14 ديسمبر 2013، من قبل النائب الرسولي لجنوب الجزيرة العربية، المطران بول هيندر، مع السفير البابوي في شبه الجزيرة العربية، رئيس الأساقفة بيتار راجيك، والنائب الرسولي نيابة شمال الجزيرة العربية، المطران كاميلو بالين، وكهنة آخرون من مختلف أبرشيات نيابة جنوب الجزيرة العربية.